# جيمس هود
جيمس هود (بالإنجليزية: James Hood)‏ هو لاعب كرة القدم الكندية أمريكي، ولد في 9 سبتمبر 1961 في لوس أنجلوس في الولايات المتحدة.